# Marth (cráter)

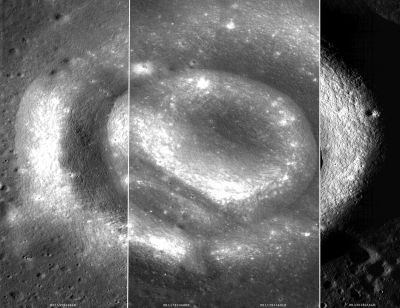
Fotografía de la misión Lunar Reconnaissance Orbiter

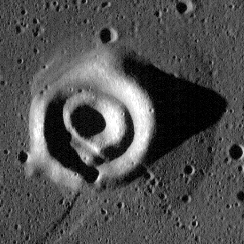
Detalle de Marth con luz rasante

Marth es un pequeño cráter de impacto lunar ubicado en la parte noroeste del Palus Epidemiarum. Al noroeste se encuentra el cráter cráter Dunthorne, y al suroeste se encuentra Ramsden. Está localizado sobre el sistema de grietas denominado Rimae Ramsden, una de cuyas ramas pasa a solo unos pocos kilómetros al sur del cráter.
|  |

Marth es inusual por presentar un borde doble, con un cráter más pequeño interno concéntrico al borde exterior. El cráter más pequeño está situado cerca del centro del borde más grande, dándole una característica apariencia de ojo de buey.

## Cráteres satélite
Por convención estos elementos son identificados en los mapas lunares poniendo la letra en el lado del punto medio del cráter que está más cercano a Marth.
|       | \| Marth \| Coordenadas \| Diámetro \| \| ----- \| ------------------------------ \| -------- \| \| K \| 29°54′S 28°42′O / -29.9, -28.7 \| 3 km \| |          |
| Marth | Coordenadas | Diámetro |
| K     | 29°54′S 28°42′O / -29.9, -28.7 | 3 km     |